# Agència de Sholapur
L'agència de Sholapur fou una entitat de l'Índia sota administració britànica, que estava formada únicament per l'estat d'Akalkot. Fou creada el 1849 quan Akalkot va esdevenir tributari britànic a l'extinció del principat de Satara i el càrrec d'agent el tenia ex officio el col·lector (governador) del districte de Sholapur.